# Poul Erik Petersen
 Ikke at forveksle med Poul Erik Pedersen.
Poul Erik Petersen ("Popper") (født 27. maj 1927, død  12. oktober 1992) var en dansk fodboldspiller, der spillede for Køge Boldklub og Danmarks fodboldlandshold.
Poul Erik Petersen vandt med Køge DM-sølvmedaljer i 1952 og blev topscorer i sæsonen med 13 mål. Samme år blev han som den første spiller fra Køge Boldklub udtaget til det danske OL-hold, da han var med ved OL 1952 i Helsinki.
Han var med til flere gange at vinde SBU's pokalfinale.
Han opnåede i alt 15 A-landskampe i perioden 1950-1953 og scorede seks mål. Et af dem var det første danske mål i 2-1 sejren over Grækenland i åbningskampen ved OL. Karrieren som landsholdsspiller ophørte, da han i 1954 blev professionel og skrev kontrakt med den franske klub Lille OSC. Det franske fodboldforbund ville dog ikke anerkende kontrakten, hvorfor Poul Erik Petersen måtte vende hjem til Danmark igen kort efter at være flyttet til Frankrig. Han fik i 1955 amatørrettighederne igen af DBU og fik lov til at spille igen fra foråret 1956. Han fik dog ikke flere landskampe.
Efter tiden som aktiv spiller var han fra 1962 til 1969 formand for Køge Boldklub, hvor han valgte at trække sig.